# Koos Tak
Koos Tak is de hoofdfiguur uit de verhalen van Rijk de Gooyer en Eelke de Jong, die in de jaren tachtig werden gepubliceerd in de Haagsche Post.
Koos Tak is vast medewerker aan het zaterdagbijvoegsel van het onafhankelijke dagblad De Tijdgeest, en woont op Spoorstraat 17 te Abcoude. Zijn alledaagse leven steekt een beetje bleekjes af bij zijn vermeende heldhaftigheid in de Bange Jaren '40-'45. Dit leidt ertoe dat hij zijn dagen weliswaar begint met grootse en meeslepende plannen met daarin een heldenrol voor hemzelf, maar dat de uitvoering daarvan nooit helemaal van de grond komt, en hij de avonden meestal doorbrengt in café De Drie Fusten. 
Een deel van de verhalen over Koos Tak is verwerkt in een zevendelige televisieserie genaamd 'De eenzame oorlog van Koos Tak' die werd geregisseerd door Theo van Gogh.